# Phlegetonia pantarcha
Targalla subocellata là một loài bướm đêm trong họ Noctuidae.

## Hình ảnh

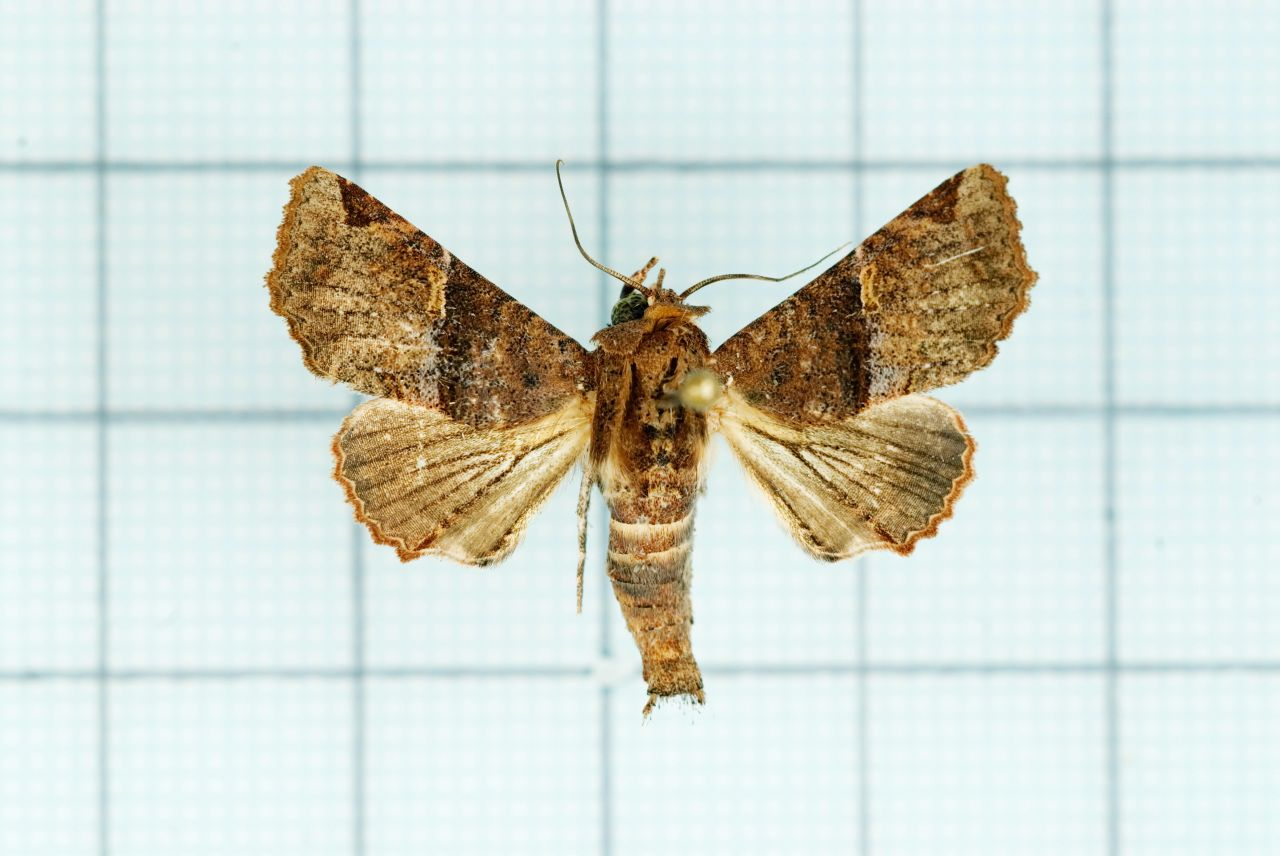
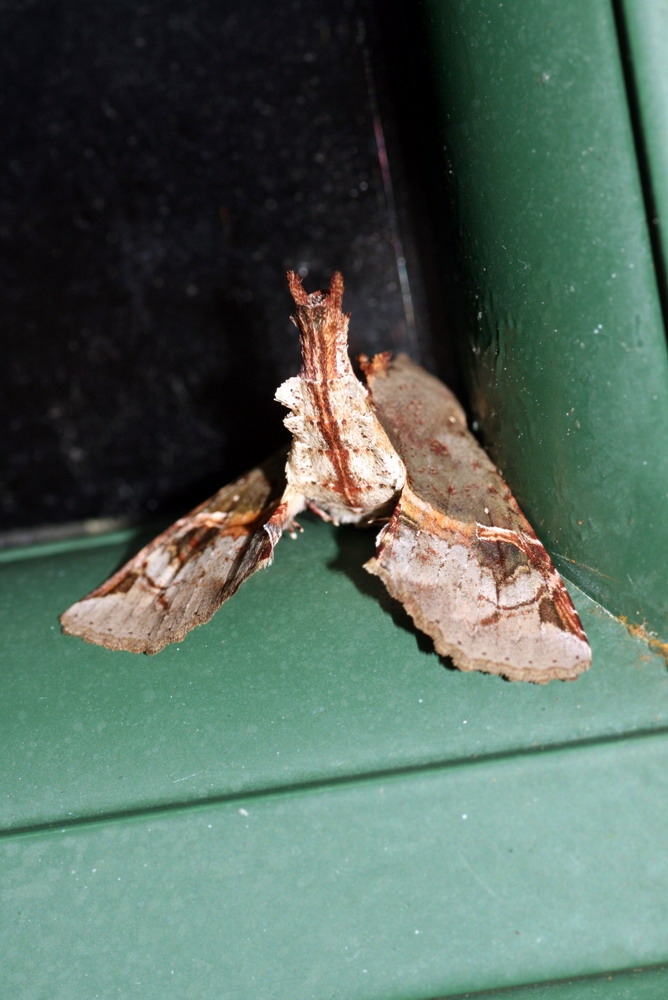
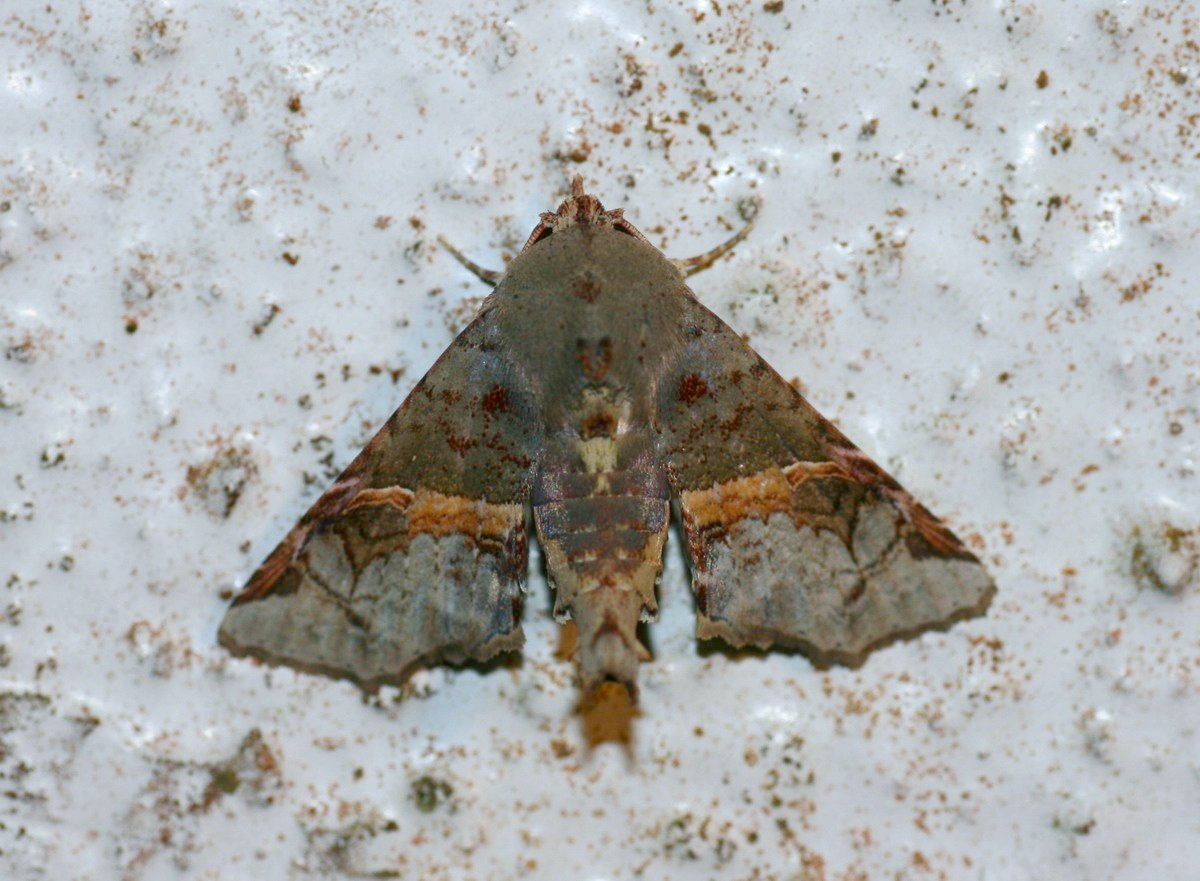